# Outkast
Outkast — хип-хоп-дуэт американских рэперов André 3000 (Андре Бенджамин) и Big Boi (Энтван Паттон) из Атланты, Джорджия. Группа добилась критического и коммерческого успехов в середине 1990-х и начале 2000-х, популяризовав Южный хип-хоп. Дуэт известен за мотивы фанка, психоделии, джаза и техно в их творчестве.
Бенджамин и Паттон, будучи школьными друзьями, основали группу в 1992 году. В 1994 году они выпустили дебютный альбом Southernplayalisticadillacmuzik, главный сингл с которого, «Player’s Ball», обрёл популярность, поднявшись на первое место чарта Hot Rap Tracks. Последующие релизы, ATLiens 1996 года и Aquemini 1998 года, также стали коммерчески успешными и помогли дуэту обрести собственное звучание. В 2000 году дуэт выпустил альбом Stankonia, получивший признание критиков и ставший четырежды платиновым в США. В 2003 году дуэт выпустил альбом Speakerboxxx/The Love Below, ставший платиновым 11 раз и получивший премию «Грэмми» за лучший альбом года. Два сингла с альбома, «Hey Ya!» и «The Way You Move», заняли первую строчку чарта Billboard Hot 100. В 2006 году Outkast выпустили саундтрек к фильму Idlewild, в котором также снялись сами рэперы. В 2007 году группа прекратила своё существование, музыканты занялись сольными карьерами. В 2014 году, в честь 20-летия дуэта, рэперы воссоединились, чтобы выступить на более чем 40 фестивалях по всему миру.
Лауреаты шести премий «Грэмми», Outkast развернули хип-хоп-движение южных штатов США от агрессивных гневных выкриков к мелодичным аранжировкам, тщательно продуманной лирике и общему оптимистически-юмористическому настрою. Всего по состоянию на 2014 год группа продала более чем 25 миллионов экземпляров своих альбомов. Многие музыкальные издания, среди которых NME, Pitchfork, Rolling Stone и Spin, поместили альбомы Aquemini и Stankonia в свои списки лучших альбомов как десятилетия, так и всех времён.

## История группы

### 1992—1994: Создание группы и дебютный альбом

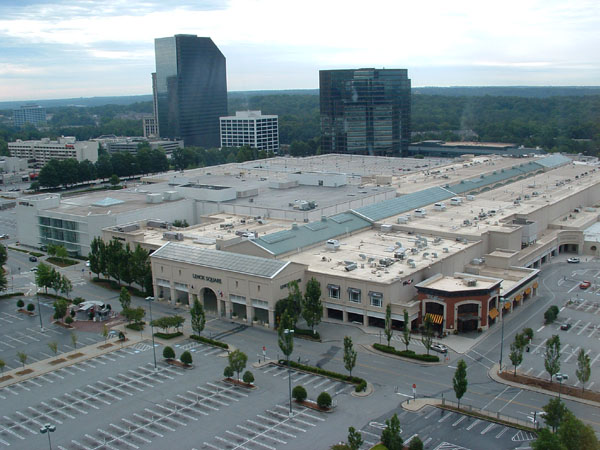
Торговый центр Ленокс-сквер в Атланте, в котором познакомились André 3000 и Big Boi

Андре Бенджамин (англ. André Benjamin) и Энтван Паттон (англ. Antwan Patton) познакомились в торговом центре Ленокс-сквер (англ. Lenox Square) в 1992 году. Обоим было по шестнадцать лет, оба жили в пригороде Атланты, городе Ист-Пойнт, и оба учились в Tri-Cities High School. В школе они пробовали свои силы в рэп-баттлах. Вскоре они объединились в группу и познакомились с командой продюсеров Organized Noize, которая продюсировала группу TLC. Изначально дуэт хотели назвать 2 Shades Deep, но музыканты узнали, что такое название уже занято. Тогда они решили назвать его The Misfits (с англ. — «Изгои»), но и это название оказалось занято. Перебирая синонимы в словаре, они остановились на слове outcast, заменив одну букву на похожую по звучанию и получив OutKast. Примерно в то же время OutKast, Organized Noize и их школьные друзья Goodie Mob составили основу для коллектива Dungeon Family.
В 1992 году, во многом благодаря продюсеру L.A. Reid, группа была подписана на основанный им и Бэбифейсом лейбл LaFace Records. В ноябре 1993 года группа выпустила на нём свой первый сингл, «Player’s Ball». В преддверии рождества данная композиция была также выпущена в составе компиляции A LaFace Family Christmas. Сингл обрёл популярность, поднявшись на первое место чарта Hot Rap Tracks, и помог поднять интерес публики к предстоящему полноценному альбому. Получив статус золотого ещё до выхода альбома, «Player’s Ball» стал значимым релизом для южного хип-хопа, добавив Атланту в качестве альтернативы Восточному и Западному побережью.
Дебютный альбом группы, Southernplayalisticadillacmuzik, был выпущен 26 апреля 1994 года. Записанный совместно с Dungeon Family и целиком спродюсированный Organized Noize, альбом позаимствовал лирическую составляющую хип-хопа Восточного побережья и музыкальную Западного. Альбом получил положительные отзывы критиков и стал коммерчески успешным, получив статус платинового. В 1995 году Outkast выиграли награду «лучший новый артист» (англ. The Best Newcomer) на The Source Awards. Однако, выйдя на сцену, они были освистаны представителями как Восточного, так и Западного побережья. Несмотря на это, André 3000 заявил со сцены, что «Югу ещё есть что сказать».

### 1996—1999: УспехATLiensиAquemini
Всё ещё будучи расстроенными, музыканты продолжили работу. Данный период ознаменовал смену имиджа и мировоззрения: после поездки на Ямайку музыканты отказались от привычных косичек, а André 3000 стал вегетарианцем и перестал курить марихуану. Музыкальный стиль группы также изменился. После успеха дебютного альбома OutKast получили больше творческой свободы от лейбла. В результате у них получился альбом в стиле «расслабляющего космического фанка», написанный под влиянием творчества Джорджа Клинтона. ATLiens был выпущен 27 августа 1996 года. За первые две недели было продано 350 000 экземпляров альбома, благодаря чему он смог подняться на вторую строчку Billboard 200, а позже стал дважды платиновым. Сингл «Elevators (Me & You)» с альбома продержался двадцать недель в чарте Billboard Hot 100, где он смог подняться на двенадцатую строчку.
На своём третьем альбоме, Aquemini, музыканты развили стиль, использованный на ATLiens. Имидж группы после ATLiens также сменился: после начала отношений с певицей Эрикой Баду André 3000 стал одеваться в яркие наряды и носить парик. Aquemini был выпущен 29 сентября 1998 года. Он был успешен, как и предыдущий альбом, также поднявшись на вторую строчку Billboard 200 и также став дважды платиновым. Альбом получил положительные отзывы критиков, включая оценку «5 микрофонов» и звание «классики» от журнала The Source, став первым альбомом в жанре южного хип-хопа, получившим наивысшую оценку в данном издании. Aquemini также попал в различные списки лучших альбомов, среди которых 500-е место в списке 500 величайших альбомов всех времён по версии журнала Rolling Stone.

### 2000—2001:Stankonia

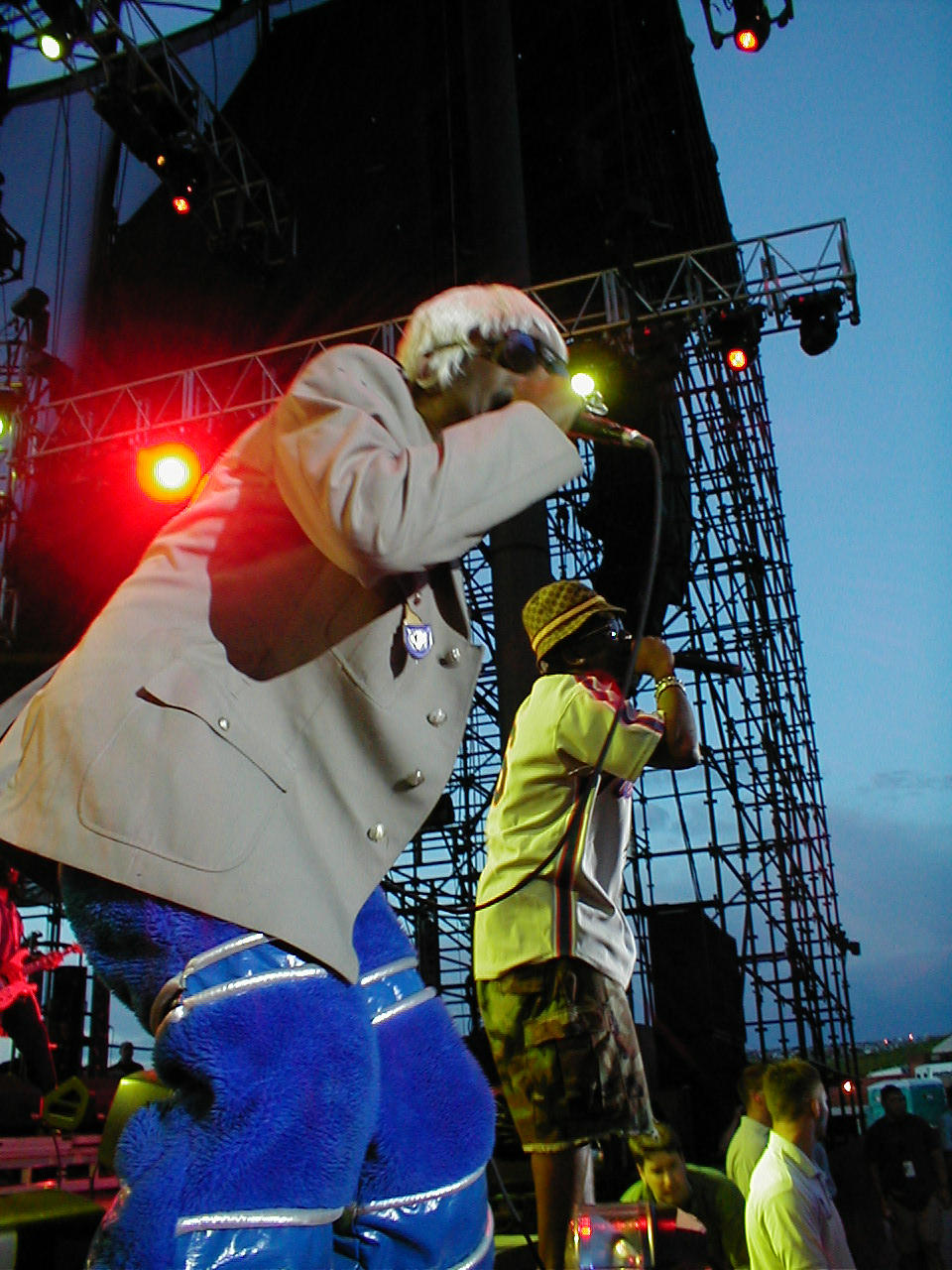
OutKast выступают в 2001 году

С выходом своего четвёртого альбома, Stankonia, группа ушла в сторону более коммерческого, мейнстримного звучания. В то же время альбом продемонстрировал, что с годами музыканты сохранили свой экспериментальный подход к музыке и оригинальность взгляда. В числе музыкантов, повлиявших на звучание альбома, André 3000 называет Джими Хендрикса, Чака Берри, Литл Ричарда, Принса и раннее творчество Funkadelic. Stankonia был выпущен 31 октября 2000 года. Альбом занял вторую строчку Billboard 200 и стал четырежды платиновым в США. С альбома было выпущено три сингла. Первый, «B.O.B. (Bombs Over Baghdad)», смог подняться на 69-ю строчку чарта Hot R&B/Hip-Hop Songs. Однако радиостанции, увидев в названии отсылку к войне в Персидском заливе, отказались добавлять данную композицию в ротацию. Второй сингл, «Ms. Jackson», записанный после разрыва с Эрикой Баду, был более успешен. Он занял первую строчку Hot R&B/Hip-Hop Songs, а позже попал в Hot 100, где также занял первую позицию и продержался пятнадцать недель. Последним синглом стала композиция «So Fresh, So Clean». Сингл смог подняться на 30-ю строчку Hot 100 и на 10-ю строчку Hot R&B/Hip-Hop Songs. Stankonia получил восторженные отзывы критиков. Ряд изданий, среди которых Rolling Stone, Pitchfork и Entertainment Weekly, добавили его в свои списки лучших альбомов 2000-х. В 2001 году Outkast получили две премии «Грэмми»: лучшее рэп-исполнение дуэтом или группой за «Ms. Jackson» и лучший рэп-альбом года за Stankonia.
4 декабря 2001 года группа выпустила сборник лучших хитов Big Boi and Dre Present… Outkast. Помимо уже известных композиций, данный альбом содержал три новые композиции. Одна из них, «The Whole World», исполненная с малоизвестным на тот момент рэпером Killer Mike, получила в 2002 году премию «Грэмми» за лучшее рэп-исполнение дуэтом или группой.

### 2002—2004:Speakerboxxx/The Love Below
23 сентября 2003 года Outkast выпускают двойной альбом Speakerboxxx/The Love Below. Он был поделён на две части: Speakerboxxx Биг Боя, представляющий собой хип-хоп с элементами фанка, и The Love Below Андре, на котором он ушёл в сторону более мелодичного джаза, фанка и R&B. André 3000 работал над своей половиной в течение двух лет, в то время как Big Boi записал свою часть за месяц. Speakerboxxx/The Love Below стал коммерчески успешным. Альбом провёл 41 неделю в чарте Billboard 200, дебютировав на первой позиции и всего проведя на ней семь недель, возвращаясь на неё четыре раза. В декабре 2004 года альбом был сертифицирован как бриллиантовый, а позже, в 2006 году — как 11 раз платиновый. Speakerboxxx/The Love Below стал самым продаваемым альбомом в истории хип-хопа и одним из трёх хип-хоп-альбомов, получивших статус бриллиантового.
С альбома было выпущено четыре сингла. Самыми успешными из них стали выпущенные первыми «Hey Ya!» и «The Way You Move». «Hey Ya!» попал в чарты в 28 странах и продержался на первой строчке чарта Billboard Hot 100 девять недель. На десятую неделю первое место занял сингл «The Way You Move», попавший в чарты 17 стран. До Outkast подобная ситуация, когда один сингл группы сменил в чарте другой сингл той же группы, произошла лишь в 1964 году с группой The Beatles.
Speakerboxxx/The Love Below получил положительные отзывы критиков. Альбом был также номинирован на шесть премий «Грэмми», три из которых он выиграл, включая лучший рэп-альбом и лучший альбом года. Speakerboxxx/The Love Below стал вторым хип-хоп-альбомом (после The Miseducation of Lauryn Hill), выигравшим премию «Грэмми» за лучший альбом года.
Успех музыкантов также позволил им заняться актёрскими карьерами: в 2004 году Big Boi снялся в комедийном скетче в Chappelle’s Show и в 2006 году в фильме «Вне закона», André 3000 снялся в фильмах «Голливудские копы» в 2003 году и «Кровь за кровь» в 2005 году, а также в «Револьвере» Гая Ричи.

### 2005—2006:Idlewild

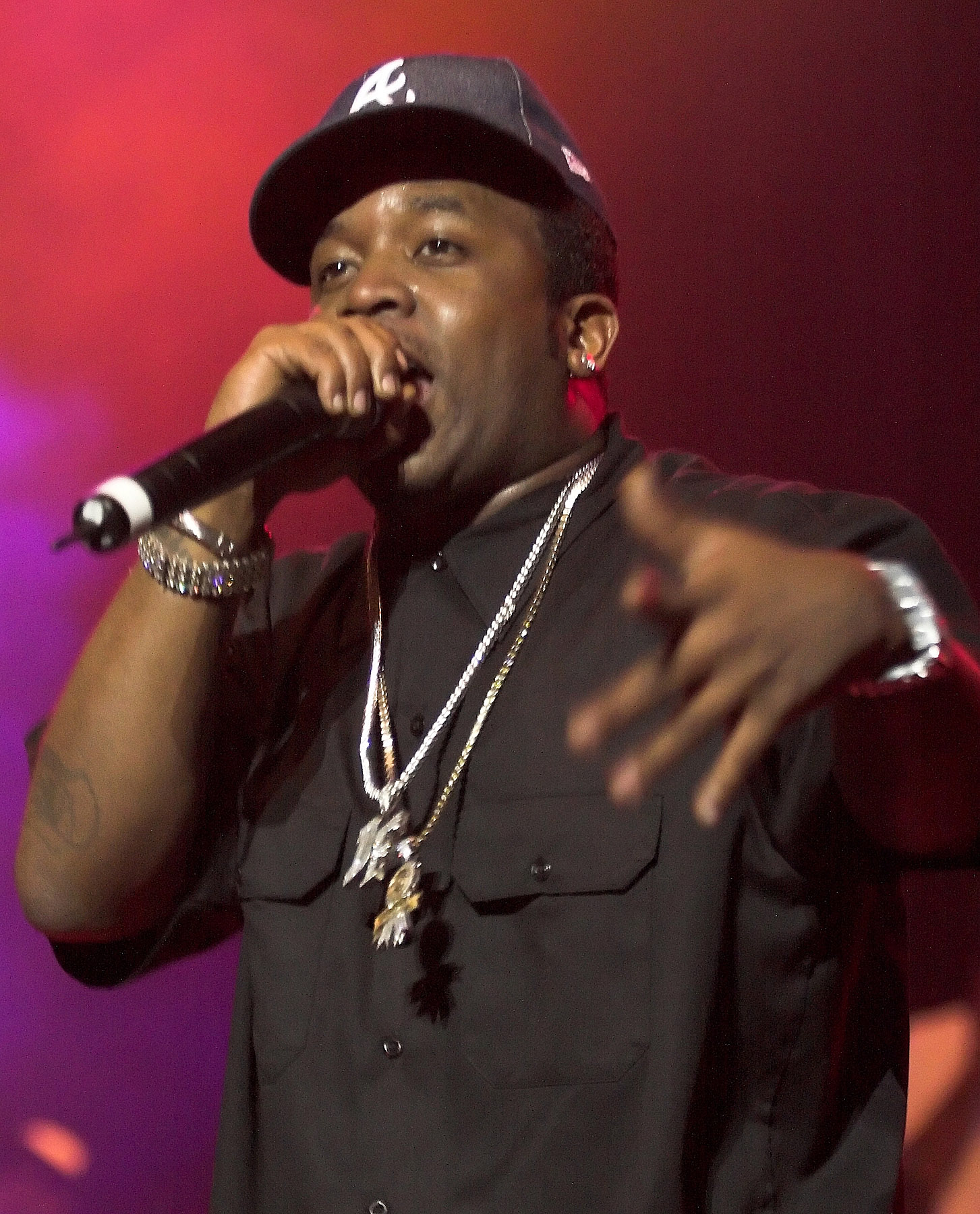
Big Boi выступает в Атланте, 2006 год

В 2006 году был выпущен фильм Idlewild, в котором участники группы сыграли главные роли. Первоначально релиз фильма был запланирован на 2005 год, но позже перенесён. Фильм был прохладно встречен критиками и стал кассовым провалом. К выходу фильма был приурочен релиз одноимённого альбома группы, состоявшийся 22 августа 2006 года. Big Boi особо подчёркивал, что «это альбом Outkast, а не саундтрек». Альбом получил в основном положительные отзывы критиков и попал на вторую строчку чарта Billboard 200, однако не смог повлиять на успех фильма. Впервые альбом Outkast стал менее успешным, чем предыдущий. Несмотря на это, альбом получил статус платинового в США и статус золотого в Канаде.

### 2007—2013: Перерыв и сольные карьеры

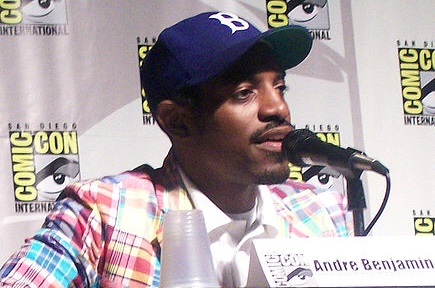
André 3000 на фестивале Comic Con 2007

В 2007 году участники группы сообщили о том, что они берут перерыв в творчестве на неопределённый срок. В это время они решили заняться сольным творчеством. В том же году Big Boi заявил, что готовится выпустить дебютный сольный альбом, Sir Lucious Left Foot: The Son of Chico Dusty. В 2008 году был выпущен промосингл с данного альбома, композиция «Royal Flush», записанная с André 3000 и Raekwon. Однако сам альбом был выпущен лишь в 2010 году, после многочисленных переносов и проблем с лейблом.
André 3000 вернулся к рэпу в 2007 году, приняв участие в записи нескольких композиций других музыкантов, среди которых номинированная на премию «Грэмми» «International Players Anthem» группы UGK, «Throw Some D’s» рэпера Rich Boy, ремикс на «What a Job» рэпера Devin the Dude, а также ремикс на «30 Something» рэпера Jay-Z. В 2012 году André снялся в фильме-биографии «Джими Хендрикс», выпущенном в 2014 году. В нём он исполнил главную роль — гитариста Джими Хендрикса.

### 2014—2020: Воссоединение и переизданиеStankonia
В конце 2013 года было объявлено о воссоединении Outkast на время выступления на фестивале Коачелла в 2014 году. Позже данная информация была официально подтверждена и было объявлено о проведении более чем 40 выступлений группы по всему миру. Вскоре появились слухи о том, что группа работает над новым альбомом, однако Big Boi опроверг данную информацию. В сентябре 2014 года группа провела в родной Атланте ряд концертов под названием #ATLast. Изначально предполагалось провести два концерта, но после того, как билеты были распроданы в течение нескольких минут, группа решила добавить третий концерт. Помимо самой группы в выступлениях приняли участие большое количество музыкантов, среди которых певицы Жанель Монэ и Эрика Баду, а также рэперы 2 Chainz, Kid Cudi, Childish Gambino и Killer Mike.
Outkast отыграли свой последний концерт на Voodoo Music Experience в Новом Орлеане 31 октября 2014 года.
Четвёртый студийный альбом дуэта Stankonia был переиздан 30 октября 2020 года в ознаменование 20-летия пластинки. Цифровое переиздание включает в себя ранее не издававшиеся ремиксы.

## Музыкальный стиль
Музыкальный стиль и лирическое содержание Outkast менялись на протяжении всей карьеры группы. Журнал Rolling Stone охарактеризовал их музыку как «своеобразную» и «вдохновлённую афроцентрической психоделикой» Джорджа Клинтона (в особенности его коллектива Parliament-Funkadelic) и Слая Стоуна. Дебютный альбом дуэта Southernplayalisticadillacmuzik включает в себя гитарные партии в южном стиле, томные соул-мелодии и мягкие фанк-грувы 1970-х годов. Он также содержит элементы цифрового продюсирования хип-хоп-инструменталов: запрограммированного ритма малого барабана и майами-бейса. В песнях из ATLiens и Aquemini присутствует эффект эха и реверберации для создания космической атмосферы. Outkast стала первой хип-хоп-группой, открыто признавшей влияние рейв-культуры на свою музыку, в частности на четвёртый альбом Stankonia. Так, несколько песен из пластинки имеют быстрый и хаотичный темп, чтобы отразить рейв-культуру и популярность новых наркотиков (таких как экстази) среди хип-хоп-исполнителей. Stankonia и Speakerboxxx/The Love Below имеют элементы психоделии, госпела, фанка, техно, соула, электро и рок-музыки.
Одним из центральных мотивов песен Outkast является двойственность двух участников и их разные личности: Big Boi выступает в роли «игрока», а Андре 3000 — в роли «поэта». Первый обычно освещает более традиционные темы для рэпа, такие как его детство, секс и вечеринки, в то время как André 3000 затрагивает более неортодоксальные темы. В отличие от большей части хип-хоп-музыки конца 1990-х, Outkast не стали отказываться от своих южных региональных отличий, таких как характерный атлантский сленг. В песнях дуэта часто затрагивается социальный статус женщин на южном побережье США, что контрастирует с женоненавистническими взглядами, распространёнными в хип-хопе в то время. Алекс Абрамович из Slate похвалил группу за «отступление от женоненавистничества и насилия, за которые так часто (и не всегда несправедливо) осуждают рэп».

## Дискография

### Студийные альбомы
- Southernplayalisticadillacmuzik[англ.] (1994)
- ATLiens[англ.] (1996)
- Aquemini[англ.] (1998)
- Stankonia (2000)
- Speakerboxxx/The Love Below (2003)
- Idlewild[англ.] (2006)

### Сборники
- Big Boi and Dre Present…Outkast (2001)